# Gerardo Solano
Luis Gerardo Solano Chavarría (San José; 24 de diciembre de 1953-Santa Cruz; 12 de enero de 2000) fue un futbolista costarricense que jugó la mayor parte de su carrera en el Saprissa en la década de 1970.

## Trayectoria
Fue miembro del equipo de Saprissa que ganó seis campeonatos nacionales consecutivos de 1972 a 1977, un récord tanto en Costa Rica como en América. También jugó con CS Herediano en 1980, equipo donde se retiró.

## Selección nacional
Apareció en cinco partidos de categoría A para la selección de Costa Rica de 1976 a 1980 y marcó 2 goles.

### Participaciones en clasificatorias
| Clasif.              | Sede   | Resultado | Part. | Goles |
| -------------------- | ------ | --------- | ----- | ----- |
| Clasif. Mundial 1978 | Varias | Eliminado | 1     | 0     |
| Clasif. Mundial 1982 | Varias | Eliminado | 1     | 0     |

## Palmarés

### Títulos nacionales
| Título               | Equipo   | País       | Año  |
| -------------------- | -------- | ---------- | ---- |
| Primera División     | Saprissa | Costa Rica | 1972 |
| Torneo de Copa       | Saprissa | Costa Rica | 1972 |
| Primera División     | Saprissa | Costa Rica | 1973 |
| Primera División     | Saprissa | Costa Rica | 1974 |
| Primera División     | Saprissa | Costa Rica | 1975 |
| Campeón de Campeones | Saprissa | Costa Rica | 1976 |
| Primera División     | Saprissa | Costa Rica | 1976 |
| Primera División     | Saprissa | Costa Rica | 1977 |

### Títulos internacionales
| Título                           | Equipo (*) | Sede     | Año  |
| -------------------------------- | ---------- | -------- | ---- |
| Copa Fraternidad Centroamericana | Saprissa   | San José | 1972 |
| Copa Fraternidad Centroamericana | Saprissa   | San José | 1973 |
| Copa Fraternidad Centroamericana | Saprissa   | San José | 1978 |
| Preolímpico de Concacaf          | Costa Rica | Varias   | 1980 |

(*) Incluyendo la selección.